# Starfish Prime

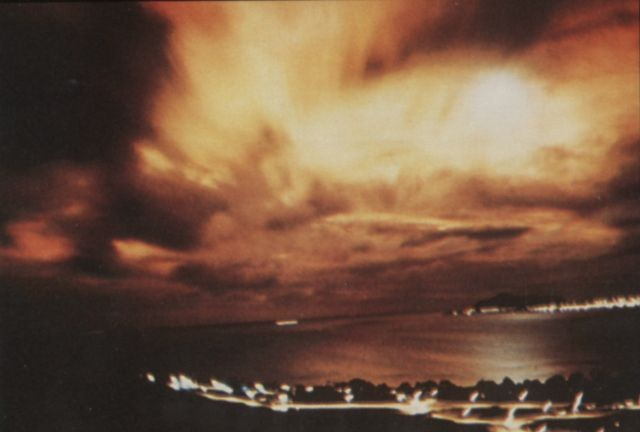
Photo de l'éclair créé par l'explosion tel que vu depuis Honolulu à 1445 km de là à travers une épaisse couche nuageuse.

Starfish Prime est le nom de code donné à un essai nucléaire préparé par la Commission de l'énergie atomique des États-Unis et de la Defense Atomic Support Agency (qui deviendra la Defense Nuclear Agency en 1971) et réalisé le 9 juillet 1962 à une altitude de 400 km, considérée par la Fédération aéronautique internationale comme étant située en dehors de l'atmosphère terrestre.

## Description
L'essai s'inscrit dans le cadre de l'opération Dominic, une série de 36 essais dont cinq de l'opération Fishbowl qui devaient être réalisés à très haute altitude, à partir de 30 000 m. Starfish Prime avait six objectifs à évaluer (p. 10) :
1. les mécanismes de destruction de missiles produits par une détonation nucléaire de haute altitude (il est question ici de savoir si une telle explosion pouvait détruire des missiles balistiques en phase de vol) ;
2. les effets d'une détonation nucléaire en haute altitude sur les systèmes radars ;
3. les effets d'une détonation nucléaire en haute altitude sur les systèmes de communication à longue portée ;
4. l'étude des caractéristiques de base d'une détonation nucléaire à haute altitude et des fondements physiques des effets ;
5. les techniques de diagnostic de détonation d'armes nucléaires à haute altitude ;
6. les systèmes de détection d'explosion nucléaire à haute altitude.

Le tir original réalisé le 20 juin 1962 depuis l'atoll Johnston dans l'océan Pacifique fut un échec. Le moteur du missile s'étant arrêté prématurément durant la phase de vol, un signal de destruction fut lancé alors qu'il était à une altitude d'environ 10 000 m, détruisant ainsi la tête nucléaire sans qu'elle explose. Des morceaux du missile sont retombés sur l'atoll mais d'autres, ainsi qu'une contamination au plutonium, seront retrouvés sur Sand Island, une île située à quelques kilomètres à l'est de l'atoll.
Le second tir a lieu le 9 juillet de la même année (8 juillet à Honolulu). Emportée dans une trajectoire balistique par un missile PGM-17 Thor jusqu'à 965 km d'altitude, l'ogive thermonucléaire W49 (conçue et fabriquée par le laboratoire national de Los Alamos) placée dans un véhicule de rentrée Mk 4, explosa à 400 km au-dessus d'un point situé à 36 kilomètres au sud de l'atoll Johnston. La puissance de la détonation fut de 1,4 mégatonne.
Afin de mesurer les effets de l'explosion nucléaire, de nombreuses stations scientifiques ont été déployées à travers le Pacifique, sur terre comme sur mer et dans les airs depuis plus d'une quinzaine d'avions mais aussi grâce à 27 fusées tirées depuis l'atoll Johnston (p. 6 à 9 et A3-2 à A3-5).

## Effets
Le 1er mai 1958 à l'Académie nationale des sciences (États-Unis), James Van Allen démontrait que le champ magnétique qui ceinture la Terre contient des particules de haute énergie. Le même jour, Van Allen était sollicité par les militaires américains afin de les aider à préparer les projets, alors top-secret, destinés à vérifier si cette ceinture de radiation pouvait, entre autres, être déviée et dirigée vers l'ennemi grâce à des explosions nucléaires exoatmosphériques.
Si Starfish Prime n'a pas démontré cette possibilité, ces effets électromagnétiques furent toutefois bien plus puissants que ce que les scientifiques attendaient ; dans une certaine mesure sur des équipements au sol, mais surtout à cause de l'important flux d'électrons de haute énergie relâché dans la magnétosphère.

### Au sol
L'impulsion électromagnétique due à l'explosion induisit une surtension dans une trentaine de lignes de l'éclairage public de Kailua et Mānoa (Hawaï) situés à près de 1 500 km de la détonation, provoquant la fusion des fusibles qui protégeaient les installations de 300 réverbères. Cet épisode a servi (et sert encore) d'exemple parfois exagéré lorsqu'il s'agit de démontrer les effets potentiels des IEM ; ainsi Lowell Wood dira que Starfish a « éteint les lumières sur quelques millions de kilomètres carrés au milieu du Pacifique. Cette IEM a également éteint des stations de radio, arrêté des voitures, brûlé des systèmes téléphoniques et causé d'autres méfaits dans les îles hawaïennes. » Dans les faits, les 300 réverbères représentaient seulement 1 % de l'ensemble des ampoules du réseau d'éclairage de l'époque et seule une liaison téléphonique par faisceau hertzien (entre deux îles) a été endommagée. Les témoignages des habitants relatent simplement des portes de garage qui se seraient ouvertes ou fermées « seules » ainsi que des déclenchements spontanés d'alarmes résidentielles anti-intrusion.
Un autre effet de l'impulsion électromagnétique a été mis en évidence par Len Evans, un radio-amateur en Tasmanie, qui a pu enregistrer les pertes des signaux radio de la station WWVH située sur l'île de Kauai à Hawaï. Les résultats montrent une perte abrupte des deux signaux HF (5 MHz et 10 MHz) au moment de l'explosion, qui regagnent un peu de puissance quelques minutes plus tard mais restent cependant faibles durant toute la nuit. Ailleurs en Australie et en Nouvelle-Zélande, plusieurs transmissions MF et HF ont été fortement atténuées durant 60 minutes après l'explosion et le signal radio de Voice of America reçu depuis Honolulu a été affaibli de 30 dB à 20 dB durant une heure sans toutefois regagner sa puissance normale durant le reste de la nuit (p. 20). En revanche, la puissance d'émission de Radio Australie, mesurée depuis les États-Unis, a fortement régressé jusqu'à sept minutes après la détonation avant d'atteindre à nouveau son niveau nominal.

### Dans l'espace
L'explosion a provoqué une aurore artificielle qui a pu être observée sur une distance considérable, de Hawaï à la Nouvelle-Zélande, mais surtout des champs magnétiques supplémentaires, décrits comme autant de prolongements artificiels de la ceinture de Van Allen. De tous les essais nucléaires réalisés hors de l'atmosphère, Starfish Prime est de loin celui qui a créé la ceinture de radiation artificielle la plus intense et la plus longue dans le temps, de l'ordre de quelques mois à plusieurs années (p. 24 et 25),.
Cet effet a été fatal pour plusieurs satellites, dont les panneaux solaires et les circuits électroniques ont été endommagés par le nouveau flux massif de particules ionisées. Sur les 24 satellites qui étaient en orbite ou ont été lancés dans les semaines suivant l'explosion, au moins huit ont subi des dommages indéniablement liés à l'essai nucléaire et, pour la plupart d'entre eux, irrémédiablement perdus (p. 11 à 13).
| Satellite           | Temps en orbite             | Dommages |
| ------------------- | --------------------------- | --- |
| TRAAC               | novembre 1961 à août 1962   | Panneaux solaires ; arrêt des transmissions 36 jours après l'essai.                                                                                               |
| Telstar 1           | juillet 1962 à février 1963 | Perte du système de commande ; ionisation des transistors. |
| Explorer 14 (EPE-B) | octobre 1962 à octobre 1963 | Panneaux solaires endommagés après 8 à 9 orbites ; fin des transmissions en août 1963.                                                                            |
| Explorer 15 (EPE-C) | octobre 1962 à février 1963 | Sous-alimentation électrique, défaillance permanente de l'encodeur.                                                                                               |
| Transit 4B          | novembre 1961 à août 1962   | Baisse de 22 % de la production des panneaux solaires, 25 jours après l'essai. Perte du satellite.                                                                |
| OSO 1               | mars 1962 à août 1962       | Détérioration des panneaux solaires. |
| Ariel 1             | avril 1962 à septembre 1962 | Sous-alimentation électrique 104 heures après l'explosion ; efficacité des panneaux solaires réduite de 25 % ; décharge électrostatique induite sur le satellite. |
| ANNA 1B             | depuis octobre 1962         | Détérioration des panneaux solaires. |

Mis en orbite le 28 mai 1962, le satellite soviétique Cosmos 5 (en) a aussi été endommagé par les effets de l'explosion.
La présence de ces ceintures de radiations « augmentées » aurait pu être mortelle pour les astronautes. Ainsi, après une réunion tenue le 5 septembre 1962 entre John Fitzgerald Kennedy, le secrétaire à la défense Robert McNamara et des représentants de la NASA, il a été décidé de suspendre les essais nucléaires dans l'espace, car on craignait des répercussions possibles sur la santé de Walter Schirra qui devait effectuer un vol dans les semaines suivantes dans le cadre du programme Mercury. Quelques jours après le vol de Schirra, un porte-parole de l'armée de l'air a annoncé que si l'astronaute avait volé au-dessus de 640 km d'altitude, il aurait été tué par le rayonnement résiduel de Starfish Prime (p. 15).
Face aux graves dangers des explosions nucléaires dans l'espace, Kennedy a également annulé l'essai URACCA qui devait être réalisé à plus de 1 000 km d'altitude (p. 134 et 135).